# Rebeca Iturbide
Rebeca Iturbide Betancourt (El Paso, Texas, Estados Unidos, 21 de mayo de 1924-Ciudad de México, 15 de abril de 2003) fue una actriz mexicano-estadounidense, reconocida por su versatilidad, capaz de interpretar tanto comedia como drama durante la Época de Oro del cine mexicano. Fue pionera en la televisión, interpretando papeles a mediados de la década de los 50. Además de la actuación también fue escritora y pintora.

## Biografía
Rebeca Iturbide Betancourt nació el 21 de mayo de 1924 en El Paso, Texas, siendo hija de los mexicanos Rafael Iturbide Oseguera y Rebeca Betancourt. En 1949, fue abordada por un trabajador de la cinematográfica Filmex, quien le ofreció aparecer como extra en la película, Doña Diabla (1950).
Sus primeras grandes oportunidades le llegaron en el año 1951 cuando protagoniza Pecado, al lado de Rodolfo Acosta y tiene una participación en una de las mejores cintas de Germán Valdés Tin-Tan": El revoltoso, en la que logra una excelente mancuerna al lado del genial cómico, tanto que el siguiente proyecto que harían juntos sería en plan estelar con ¡Ay amor… cómo me has puesto!, que originalmente sería ¡Ay amor… cómo me has ponido!, pero la censura presionó para que no se titulara así. Sus siguientes proyectos permitieron a Rebeca trabajar con los grandes de la época como Leticia Palma, Carmen Montejo, Andrea Palma y Ramón Gay, en la multiestelar Mujeres sin mañana  (1951), con Jorge Negrete, Andrés Soler y Pedro Armendáriz en Los tres alegres compadres (1952), con Pedro Armendáriz en La noche avanza (1952) de Roberto Gavaldón, considerada entre las 100 mejores películas en la historia del cine mexicano, con David Silva y Luis Aguilar en Póker de ases (1952), con Irasema Dilián en Las infieles (1953), con Mario Moreno "Cantinflas" en El señor fotógrafo (1953) y con Gaspar Henaine "Capulina" en El nano (1971).
Paralelamente a su carrera en el cine, en donde incluso llegó a filmar en producciones de Hollywood con pequeños papeles, Rebeca se dedica al teatro y proyectos en televisión, inclusive escribe el guion de la película Raíces en el infierno (1965). En 1976 a raíz de un accidente sufre una fractura en la columna vertebral, por lo que decide retirarse, descansando en la casa de su hija Virginia en Cuernavaca. Los últimos 6 años de su vida los pasó recluida en la casa del actor de la ANDA, donde participa activamente en las labores y mejoras del lugar; hacía exposiciones de sus pinturas para venderlas y así ayudar a sus compañeros retirados.
Procreó cuatro hijos, tres de ellos con el tenista Federico Sendel: los gemelos Jorge y Federico, y la periodista Virginia Sendel, presidenta de la Fundación Michou y Mau, una Institución de Asistencia Privada (IAP) que ayuda a niños mexicanos quemados, creada luego de que su hija Michelle, a quien de cariño llamaba Michou, y su nieto Mauricio, murieran en un incendio. Su otro hijo es Eduardo Torres Izabal.
El 15 de abril de 2003, Iturbide falleció en Ciudad de México a los 78 años de edad, a causa de una enfermedad pulmonar obstructiva crónica, y una perforación intestinal. Su cuerpo fue cremado en el Panteón Español, ubicado en la misma ciudad, y a petición de ella, sus cenizas fueron esparcidas en el lago de Pátzcuaro, en Michoacán.

## Filmografía

### Cine
- Doña Diabla (1950)
- El revoltoso (1951)
- La noche avanza (1951)
- Mujeres sin mañana (1951)
- ¡Ay amor... cómo me has puesto! (1951)
- Los tres alegres compadres (1952)
- El corazón y la espada (1953)
- El mensaje de la muerte (1953)
- Las infieles (1953)
- El misterio del carro express (1953)
- El señor fotógrafo (1953)
- Reportaje (1953)
- Los Fernández de Peralvillo (1954)
- Yo no creo en los hombres (1955)
- The Sun Also Rises (1957)
- El último rebelde (1958)
- Música y dinero (1958)
- Jet Over the Atlantic (1959)
- Of Love and Desire (1963)
- El imperio de Drácula (1967)
- Damiana y los hombres (1967)
- El nano (1971)
- Victoria (1972)
- El buscabullas (1974)

### Televisión
- Sheena, Queen of the Jungle (1955)
- Captain David Grief (1957-1960)
- El abismo (1965)
- Tres vidas distintas (1968)
- Mariana (1968)
- Mañana será otro día (1976)